# استواردمان
استواردُمان (نام علمی: Sthenurinae) نام یک زیرخانواده از خانواده درازپایان است.